# Rzeźba - pomnik Decebala

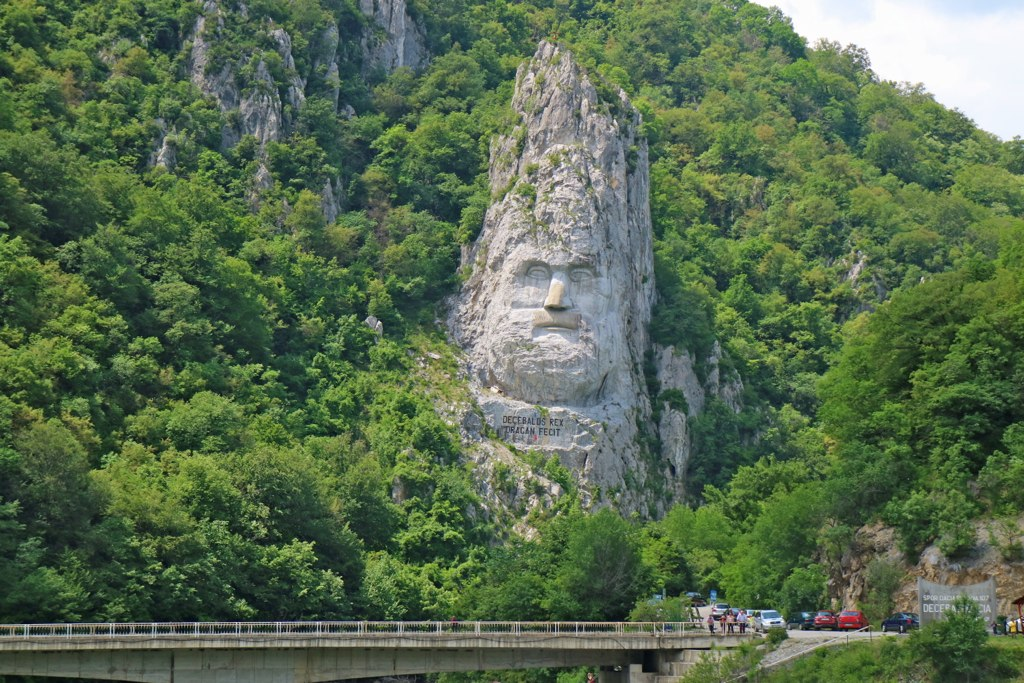
Skalny pomnik Decebala.

Rzeźba Decebala – mierząca 42,9 m wysokości i 31,6 m szerokości rzeźba w skale przedstawiająca Decebala, ostatniego króla Daków, którzy walczyli przeciwko cesarzom rzymskim Domicjanowi i Trajanowi, aby zachować niepodległość swojego kraju. Rzeźba powstała w latach 1994–2004, na skalistym nabrzeżu Dunaju, w okolicy Żelaznych Wrót, które tworzą granicę między Rumunią i Serbią, w pobliżu miasta Orșova w Rumunii.

## Tworzenie
Wykonanie rzeźby zamówił rumuński biznesmen Iosif Constantin Drăgan. Zajęło ono 10 lat, od 1994 do 2004 roku, i potrzeba było w tym celu dwunastu rzeźbiarzy. Według danych ze strony internetowej Drăgana, biznesmen kupił skałę w 1993 roku, po czym włoski rzeźbiarz Mario Galeotti wykonał model rzeźby. Pierwszych sześć lat zajęło nadanie podstawowej formy za pomocą dynamitu, a pozostałe cztery lata poświęcone były rzeźbieniu szczegółów.